# Atli Sveinn Þórarinsson
Atli Sveinn Þórarinsson (24 gennaio 1980) è un calciatore islandese, difensore del Valur.

## Carriera
Ha giocato sempre con squadre del suo paese, conquistando il titolo islandese del 2007, la  Coppa di Lega islandese 2008 e la Coppa d'Islanda 2005 tutto con il Valur.